# مدرسه علمیه علیا
مدرسه علمیه علیا، مدرسه‌ای تاریخی مربوط به سده ۱۰ قمری است و در در شهر تاریخی تون (فردوس امروزی) واقع شده و این اثر در تاریخ ۱۴ بهمن ۱۳۵۵ با شمارهٔ ثبت ۱۳۲۱ به‌عنوان یکی از آثار ملی ایران به ثبت رسیده‌است. این مدرسه که دارای ساختار چهار ایوانی و پلان هشت‌ضلعی است، در دورهٔ صفویه و به دست فردی به نام «میر علی بیک» ساخته شده‌است. مدرسه علمیه علیا تا پیش از زمین‌لرزه ۱۳۴۷ فردوس، مورد استفاده طلاب و مدرسین علوم دینی بوده‌است، ولی امروزه به عنوان آثار تاریخی توسط سازمان میراث فرهنگی نگهداری می‌شود. از مشخصات بارز معماری این مدرسه، تکرار فرم هشت ضلعی در قسمت‌های مختلف پلان آن است.

## نگارخانه

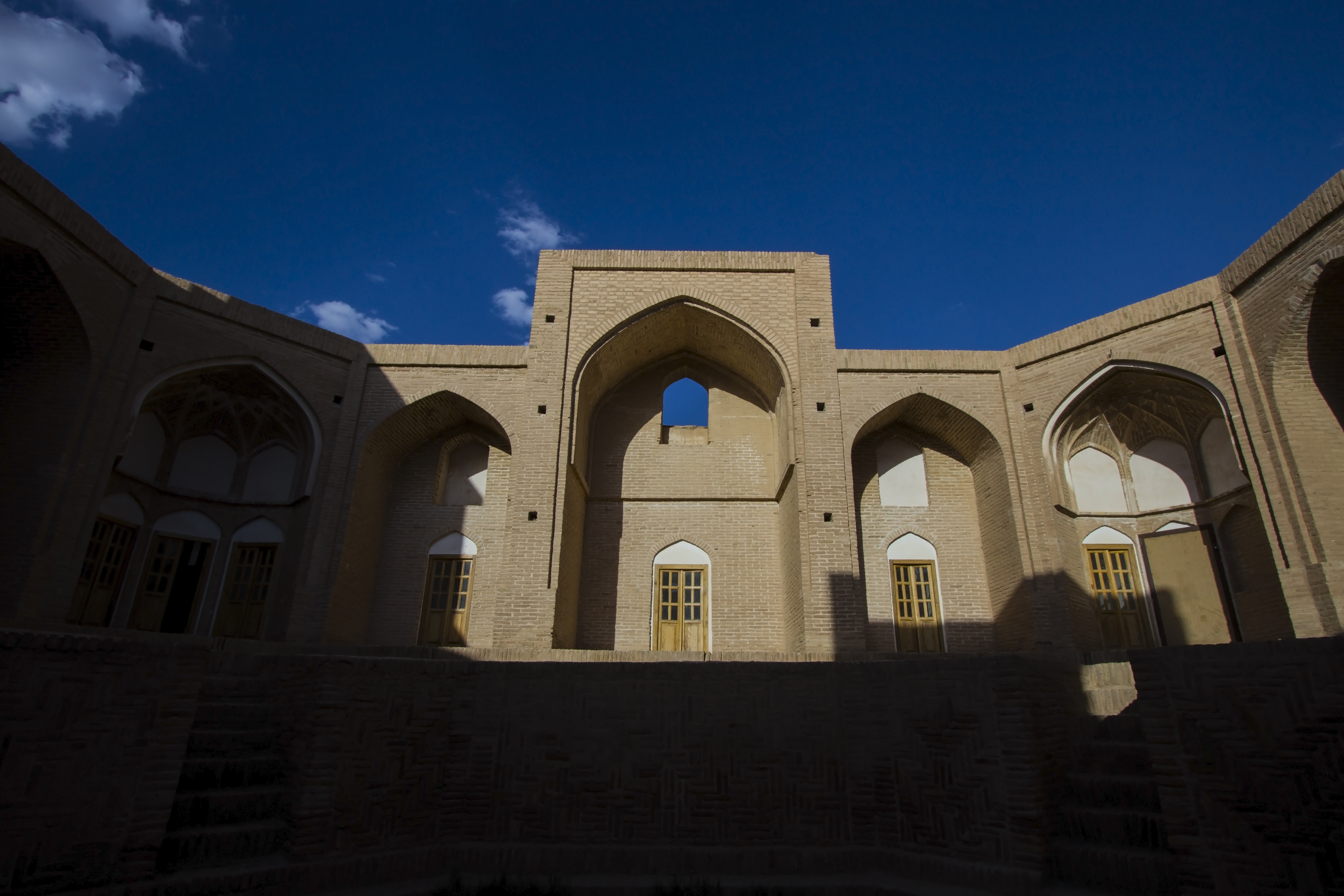
نمای درونی مدرسه علیا
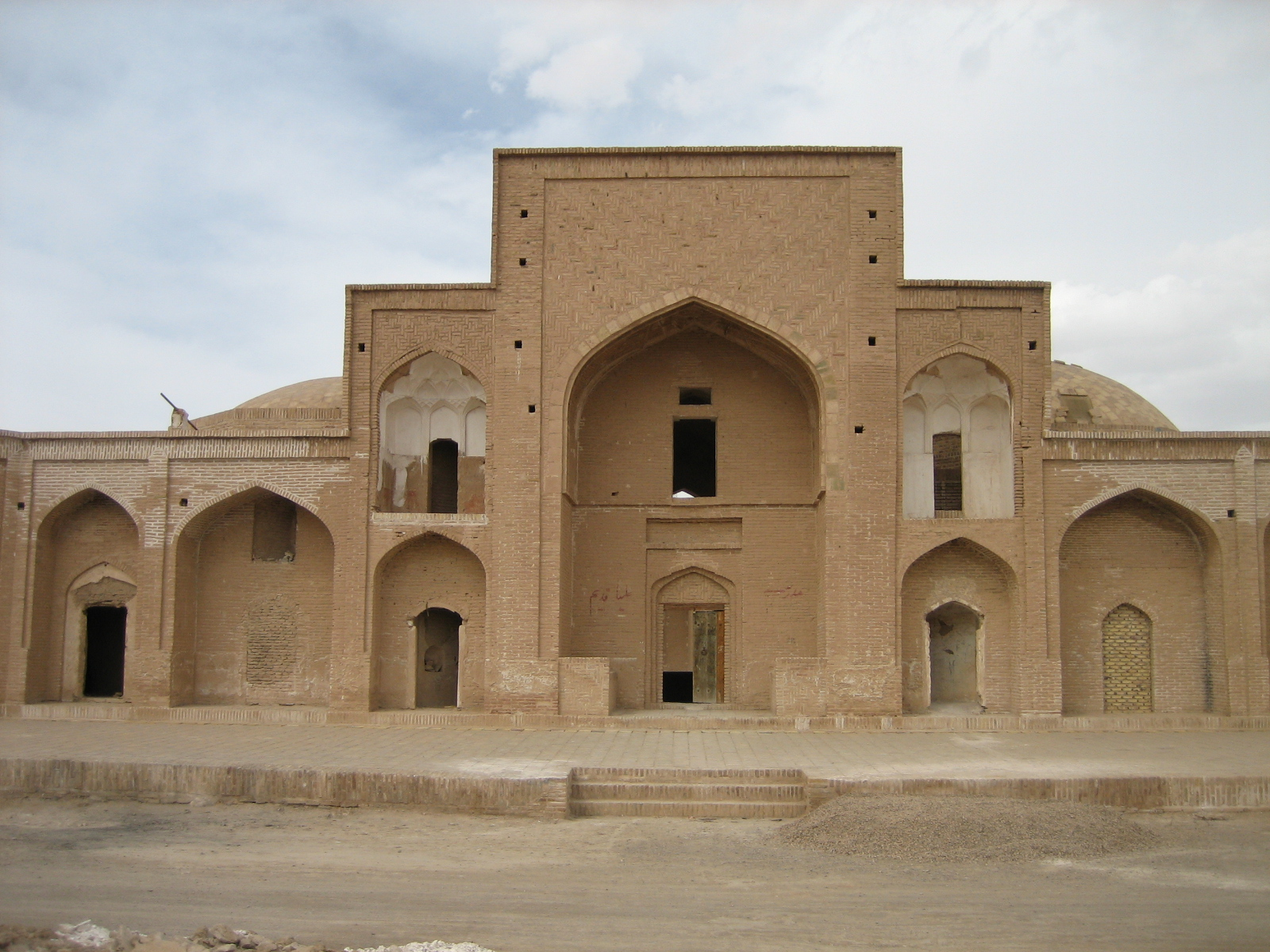
نمای بیرونی مدرسه علیا
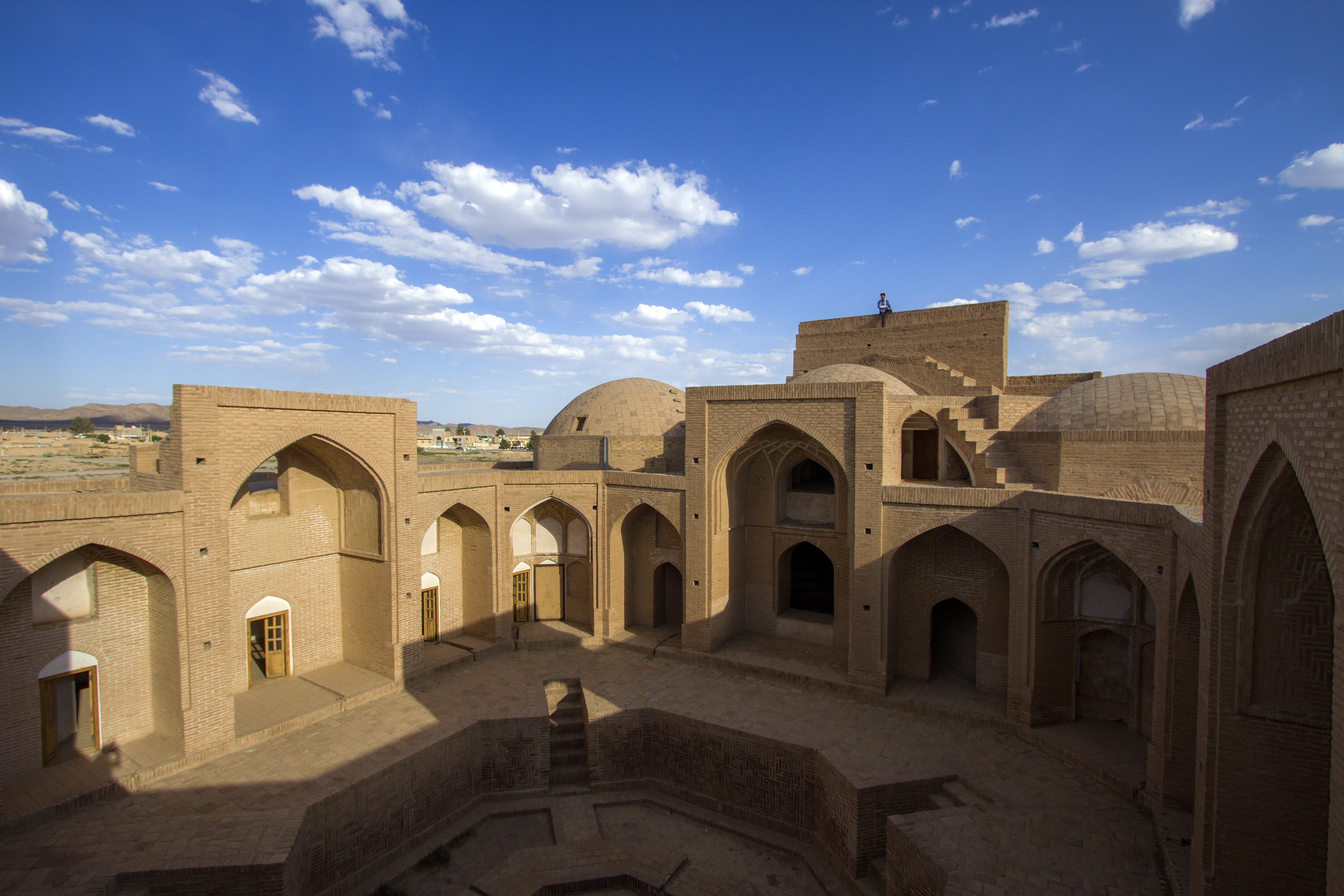
نمای درونی مدرسه علیا
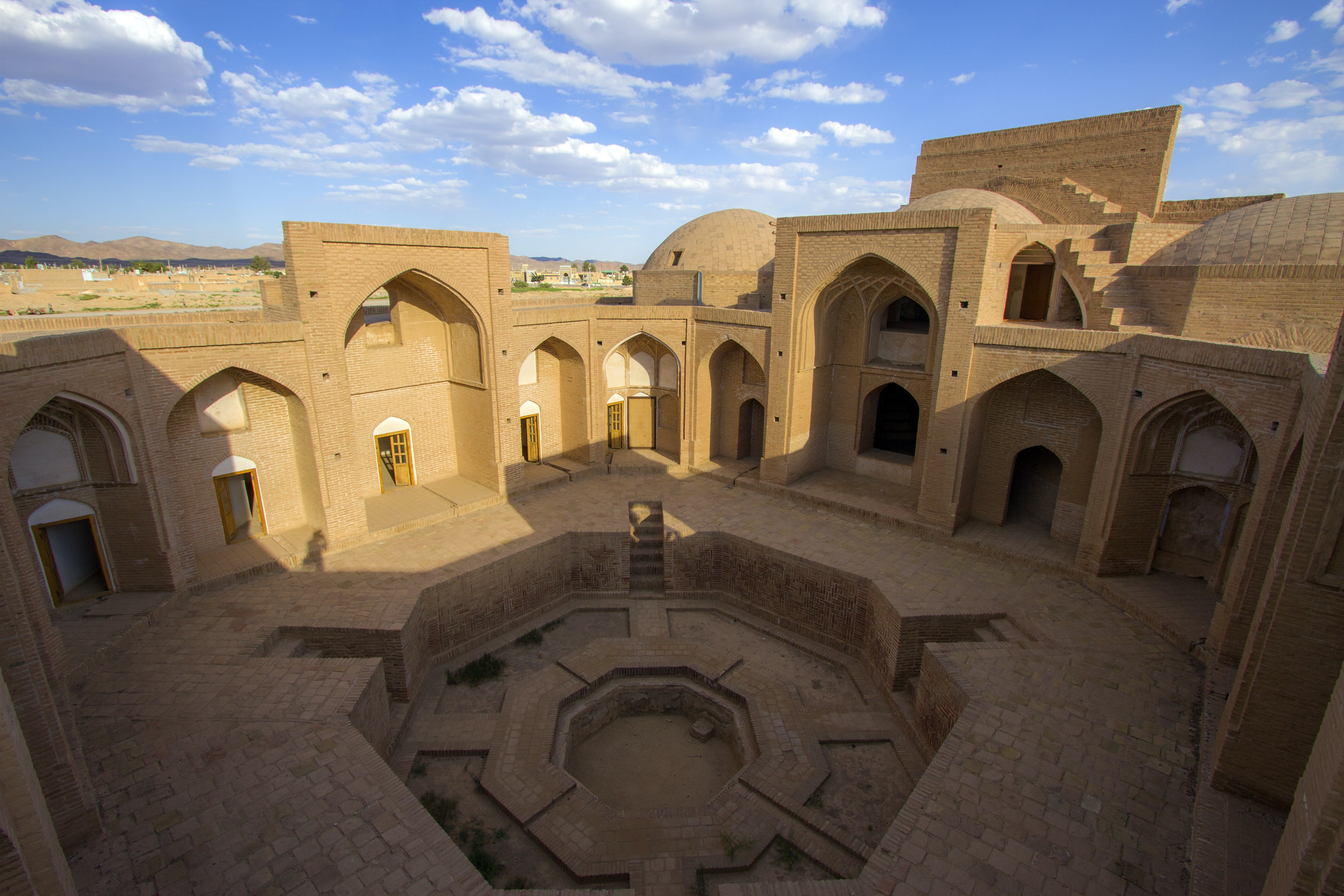
نمای درونی مدرسه علیا
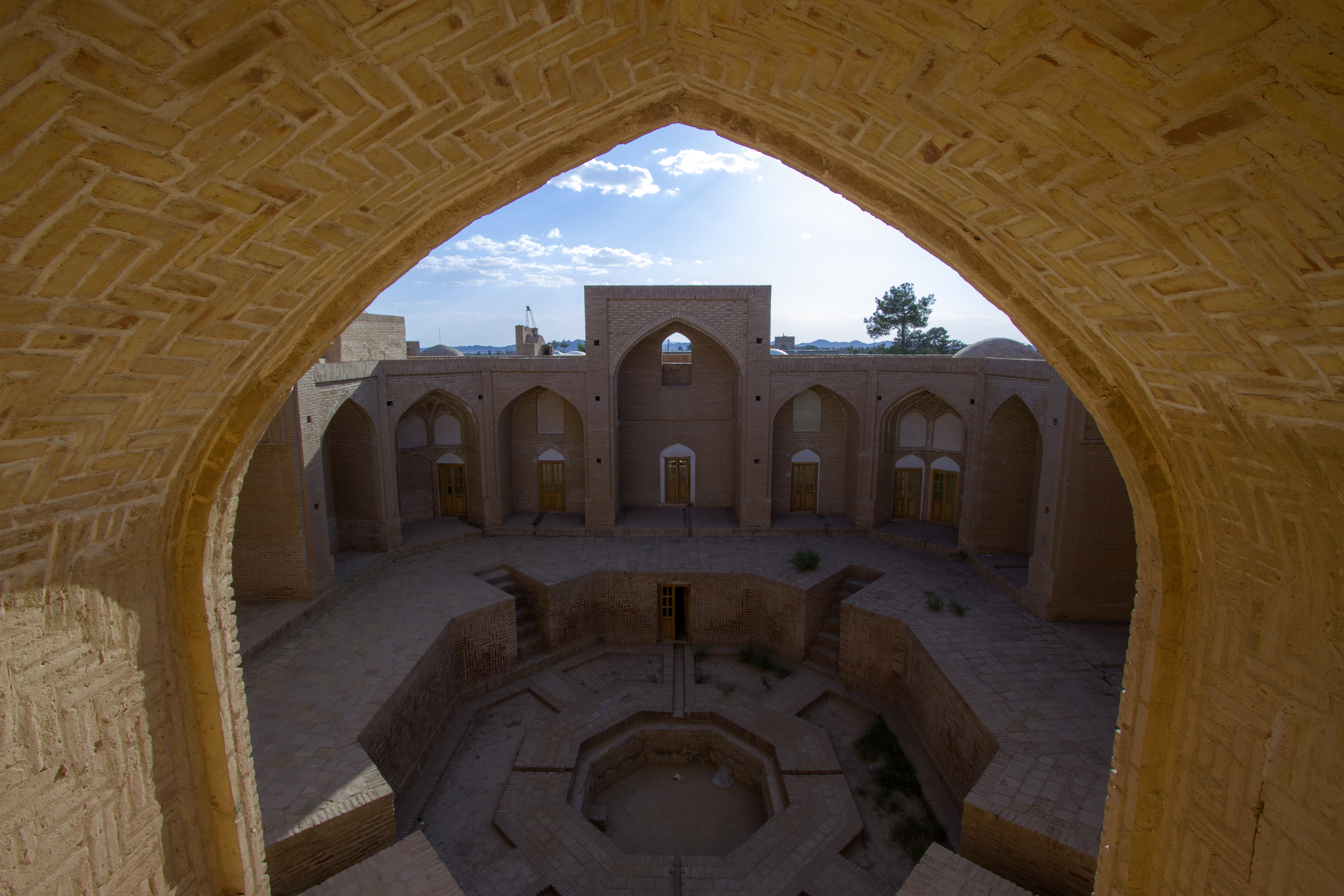
نمای درونی مدرسه علیا
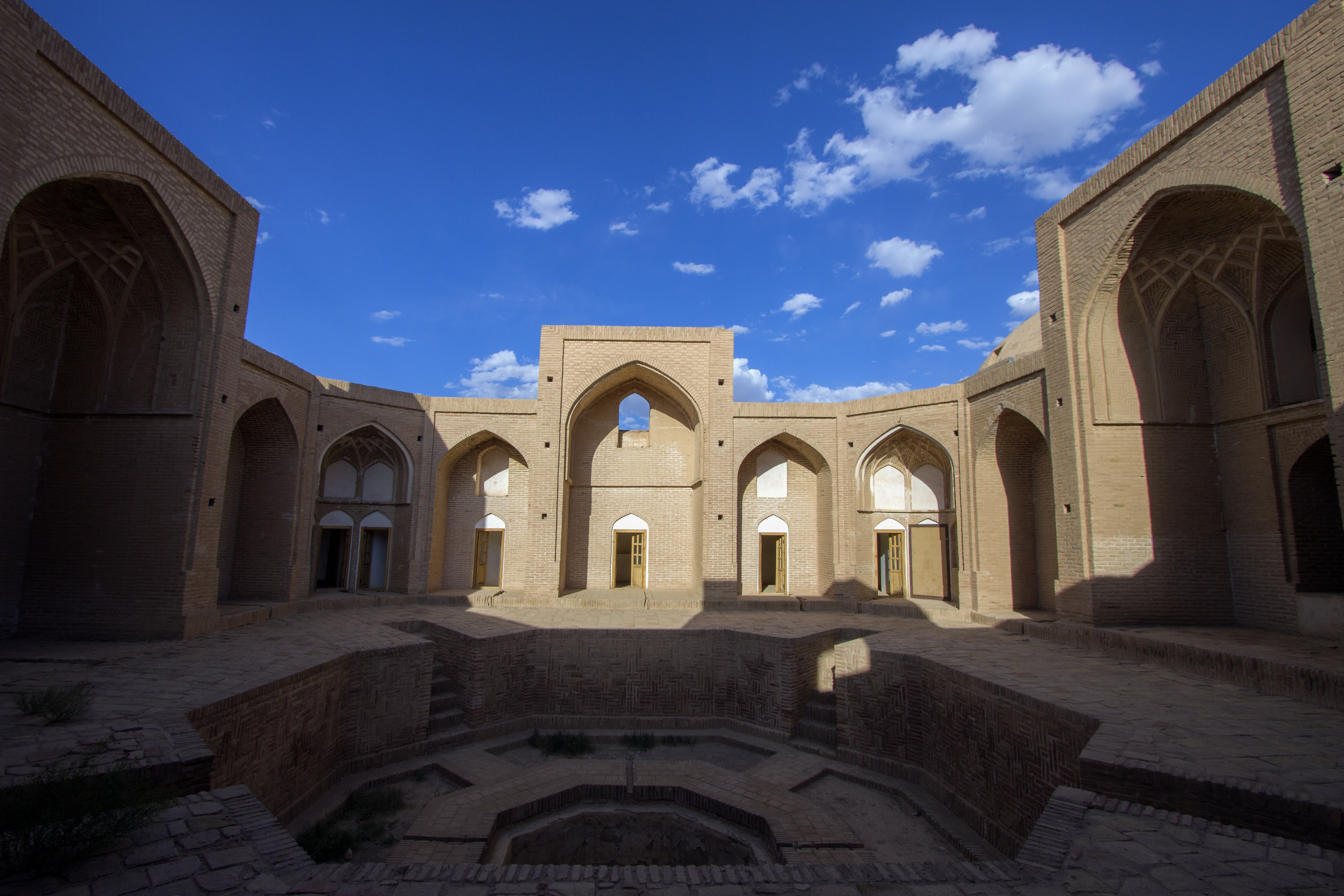
نمای درونی مدرسه علیا
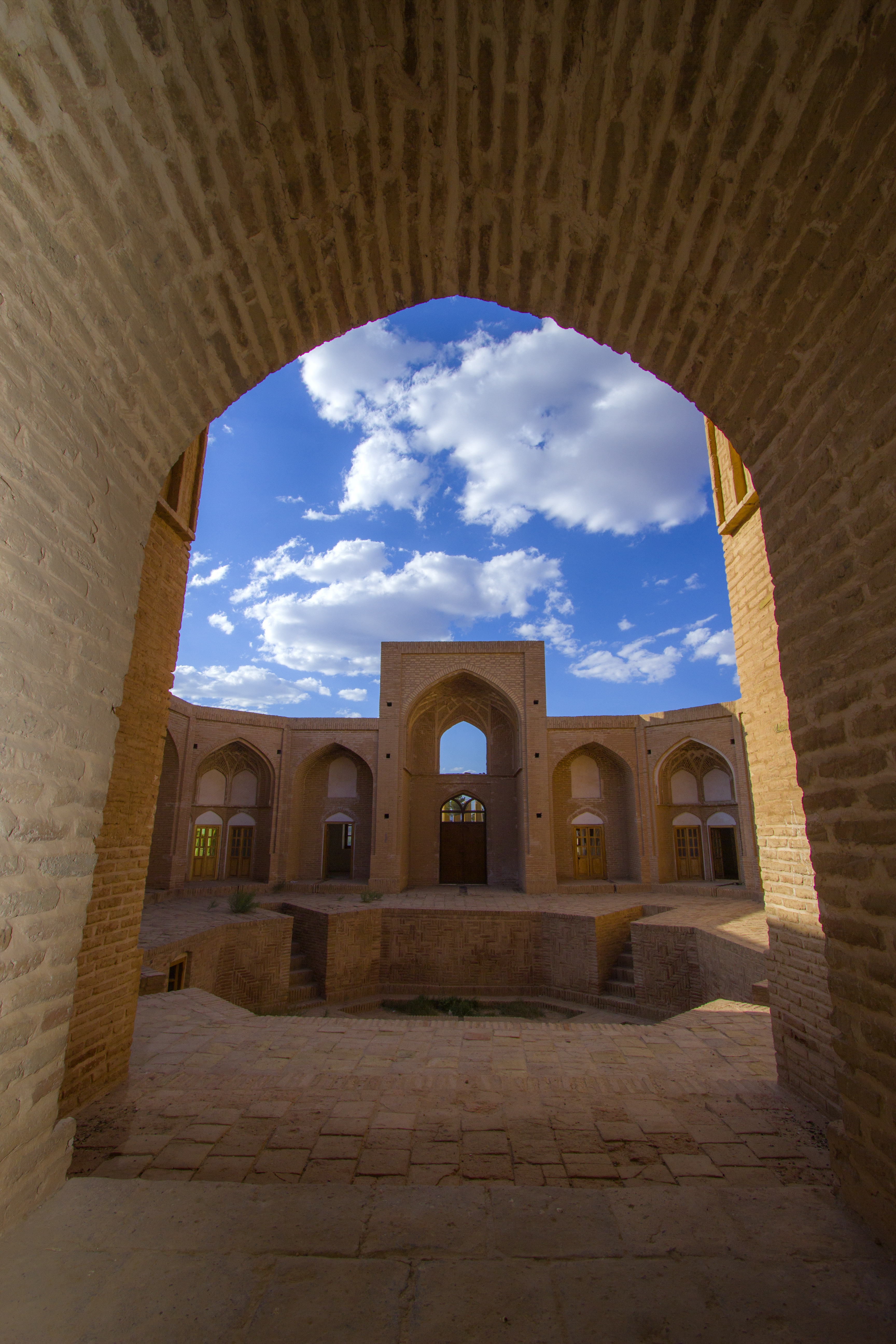
نمای درونی مدرسه علیا